# 蔵王開拓温泉
蔵王開拓温泉（ざおうかいたくおんせん）とは、1990年に宮城県白石市の郊外で開拓・発見された温泉および、鉱泉である。

## 泉質
- 塩化物泉
- 源泉温度約72℃

神経痛、筋肉痛、外傷に対する効能があるとされ、薬湯として知られる。

## 施設
- 自然岩を掘りぬいたものと、自然石を組み合わせた浴槽で、内湯と露天が一体化した創りになっている。
- 休憩所（利用料に含まれている温泉卵を出してくれる）

## 歴史
蔵王開拓温泉は、元々昭和27年の日本の農地開拓事業政策で、炭焼き地、牧場として開拓された入植地であった。この入植地は昭和末期の経済環境の変化により、廃業となった。しかし元入植者は「酪農が駄目なら温泉がある」という、開拓精神に則って温泉を試掘したところ、1990年鉱泉を発見することに成功した。このエピソードはNHKの『ふだん着の温泉』で放送され、蔵王開拓者温泉の名前は全国に紹介されている。

## アクセス
- 鉄道：東北新幹線白石蔵王駅よりバスで鎌先温泉終点。温泉より送迎がある。
- 自動車：東北自動車道　白石ICを降りて白石スキー場方面。約30分。

## 周辺施設
- 宮城蔵王キツネ村
- 鎌先温泉
- みやぎ蔵王白石スキー場
- ミルクファーム蔵王